# Blue Lacy
Blue Lacy, eller Lacy Dog, är en hundras  från Texas i USA. Den är en vallande boskapshund som avlades fram av tre kofösande bröder Lacy efter 1856 då dessa flyttade från Kentucky till Texas. Rasen anses vara en korsning mellan åtminstone greyhound, drivande hundar och boskapshundar. Enligt myten ingår även prärievarg, men det anses mer troligt att det fjärde inslaget är urfolkens pariahundar. Rasen anses stå nära Catahoula Leopard Dog och har liksom denna även använts till att valla svin. Blue Lacy är inte erkänd av någon kennelklubb men har utnämnts till Texas nationalhund.